# バグラティオノフスク
バグラチオノフスク（ロシア語: Багратио́новск, ラテン文字転写: Bagrationovsk）は、ロシア連邦カリーニングラード州にある町。人口は6,417人（2021年）。
カリーニングラードの南東約30キロに位置し、市街地の南約2 kmのところを、ロシア・ポーランド国境が走っている。第2次世界大戦前はドイツ領東プロイセンに属し、ドイツ語名はプロイシッシュ・アイラウ（ドイツ語: Preußisch Eylau, リトアニア語: Ylava / Prūsų Ylava, ポーランド語: Iławka / Pruska Iława）。1946年に現在の名前に改名された。由来はナポレオン戦争期の将軍、ピョートル・バグラチオンから。
1807年2月、ナポレオン1世率いるフランス軍と、プロイセン王国・ロシア帝国連合軍が戦った古戦場。記念碑が建つ。アイラウの戦いを参照。

## 歴史

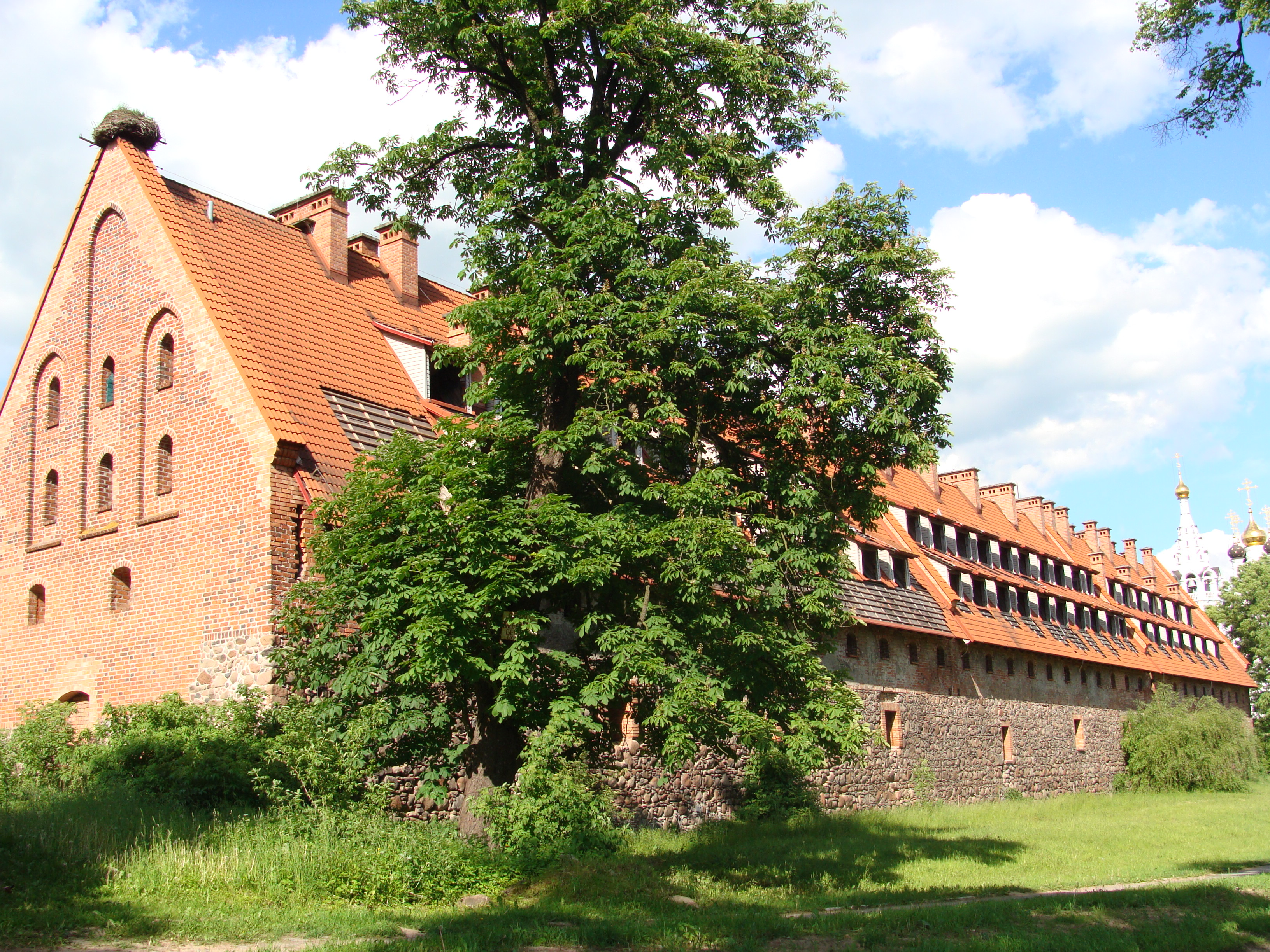
ドイツ騎士団のプロイシッシュ・アイラウ城の跡

1325年、ドイツ騎士団は、プルーセン人の土地であったナタンギア地方の中央にあったイラディア（Yladia）またはイラウ（Ilaw）という名の土地に城を建て、これが後にアイラウとなった。イロウ（Ylow）はプルーセン語で湿地というような意味の言葉であった。城のそばの集落の成長はゆっくりとしたものだったが、1348年に騎士団は城の周囲の地域に12軒の酒場を建てる特権を与えた。集落の人口は少なかったが、騎士団領の中心近くにあるという地の利から、騎士団の重要人物たちの会合の場となった。1427年頃にはアイラウ・ラント条例（Eylauer Landesordnung）が騎士団により公布された。三十年戦争では、ドイツ騎士団に抵抗するポーランド人やドイツ人の市民によるプロイセン同盟
の軍が1455年5月24日に城を包囲したが、撃退されている。1519年から1521年までのポーランド・ドイツ騎士団戦争（Reiterkrieg）でも1520年にポーランド王国軍が城を包囲して撃退されたが、城周囲の集落は荒廃した。
1585年、アイラウは都市法を得た。1709年から1711年にかけては腺ペストが大流行しアイラウ周辺で2,212人の死者が出ている。
1807年2月7日から8日まで、ナポレオン戦争の戦いの一つ・アイラウの戦いが、ナポレオン・ボナパルト率いるフランス軍と、ベンニクセン将軍率いるロシア軍およびアントン・ヴィルヘルム・フォン・レストック将軍率いるプロイセン軍の間で戦われた。ナポレオンは2月7日から2月17日までアイラウに本営を置いている。この戦いで死んだアイラウ住民は3人だけだったが、この後の1807年には飢えと疫病で605人が死んだ（通常の年の死者数は80人から90人ほどであった）。
1819年4月1日、アイラウはプロイシッシュ・アイラウ郡の中心となった。1834年には教育者神学校ができ、1924年に閉鎖されるまで東プロイセンの教師はここで学んだ。1866年9月2日には鉄道が開通している。第一次世界大戦の緒戦では、1914年8月27日から9月3日にかけ、東プロイセンに侵入したロシア軍に無血占領されている。

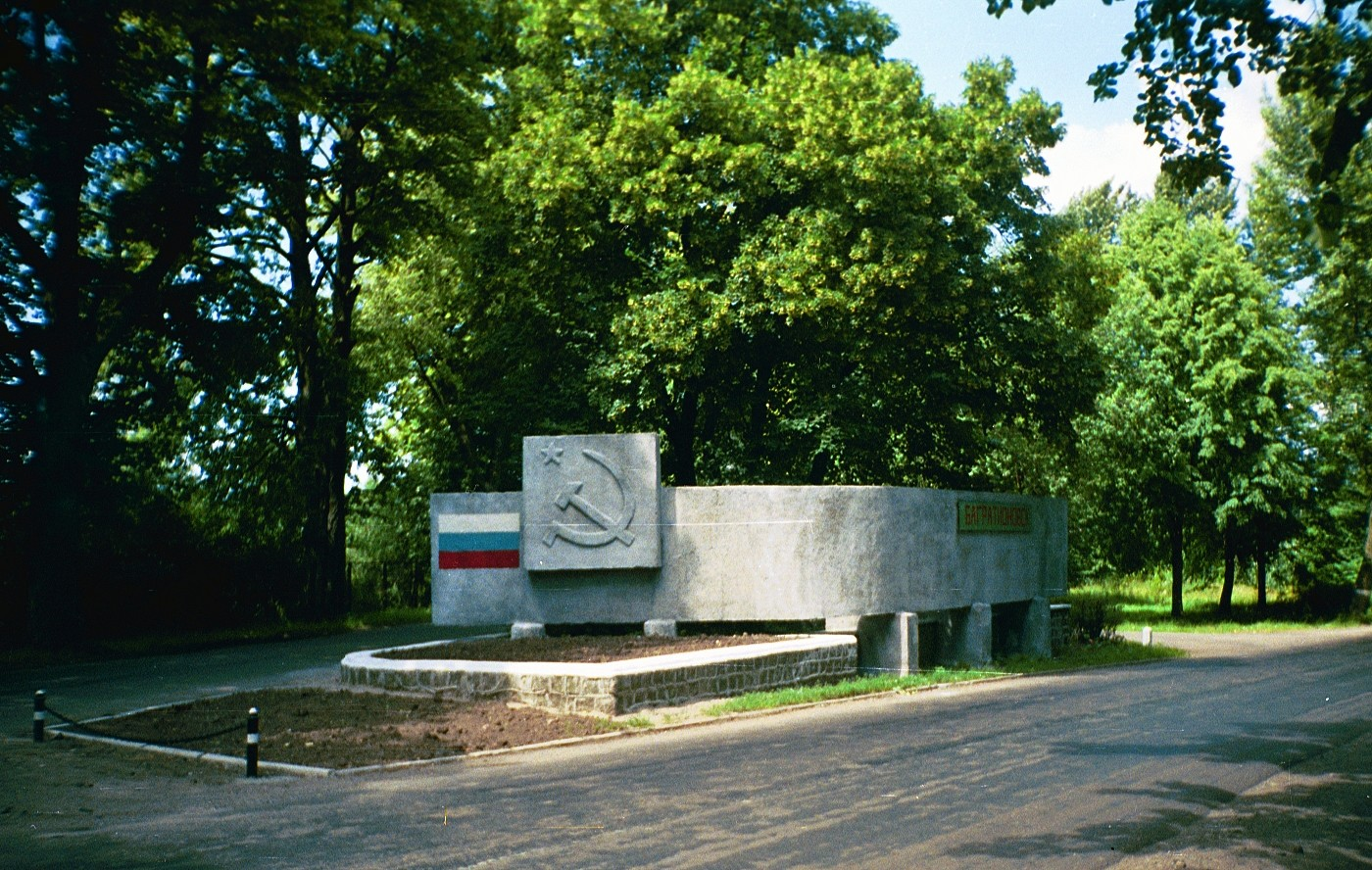
バグラティオノフスクの南にあるポーランド・ロシア国境のモニュメント

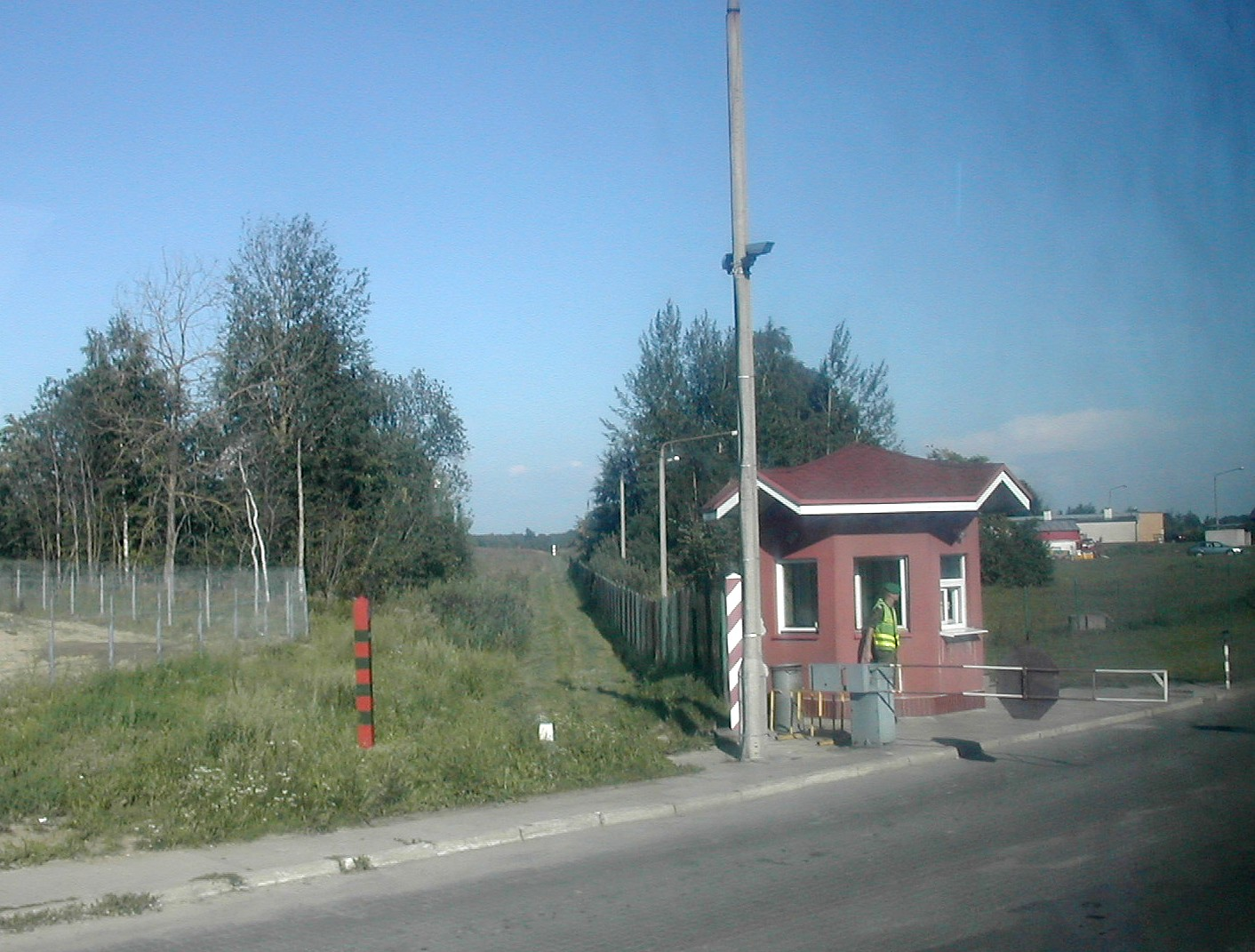
バグラティオノフスクの南にあるポーランド・ロシア国境検問所（Bezledy-Bagrationovsk）

1945年2月9日、赤軍による東プロイセン攻勢でプロイシッシュ・アイラウは占領された。疎開していなかったドイツ人も追放され、1947年11月23日には最後のドイツ人が退去した。1933年にドイツ国防軍がアイラウに建てた大きな兵営は、1945年から1949年にかけてNKVDによるドイツ文民の収容所となり、13,000人の収容者のうち6,000人ほどが死亡した。一方、ポーランド政府は1945年8月にアイラウの行政を掌握しているが、1946年1月1日には東プロイセンを南北に分かつソ連とポーランドの新しい国境が町のすぐ南に定められたことにより退去させられた。1946年1月、アイラウはソ連のカリーニングラード州の一部となり、ナポレオン戦争期の将軍、ピョートル・バグラチオンにちなんでバグラチオノフスクと改名された。
現在、町の2 km南に、ロシアとポーランドの国境検問所が設けられ、国境の主要な通過地点となっている。2007年4月以降、ロシアの国境周辺の管理は厳しくなり、カリーニングラード州ではリトアニア国境のソヴィェツクおよびポーランド国境のバグラチオノフスクへの旅行や訪問（通過は除く）には特別の許可が必要となった。

## 姉妹都市
- フェルデン、ドイツ
- en:Bartoszyce、ポーランド
- en:Górowo Iławeckie、ポーランド
- en:Korsze、ポーランド
- ヨナヴァ、リトアニア